# 秦始皇陵
秦始皇帝陵是秦朝開國皇帝始皇帝的陵墓，位於中國陝西省西安市臨潼區驪山北麓，原名驪山園，現為世界遺產及全國重點文物保護單位。陵園距西安市區以東約31公里，現存封土堆高76米，坐西朝東，核心地宮尚未發掘，據考古探測推測其深度約相當於十層樓高，長80米、寬50米，以巨石板構築並設有複雜的防水系統。  
陵墓修建時間存在爭議，傳統依據《史記》記載認為始建於公元前247年，歷時39年；但現代考古研究（如段清波教授團隊）提出實際集中建造期可能僅為統一後的公元前219至前213年，約7年完成。陵園布局仿秦都咸陽，分內外兩城，總面積244公頃，外圍陪葬的兵馬俑坑於1974年被發現，成為20世紀最重要考古發現之一。  
關於地宮的記載見於《史記》，描述其以水銀模擬江河、機關密布，現代科技檢測亦證實封土存在異常汞分佈，形似中國疆域輪廓，支持史料可信性。歷史上雖有項羽、黃巢等盜掘傳說，但21世紀考古調查未發現成功入侵地宮的證據，僅在周邊發現局部盜洞。  
自1987年與兵馬俑共同列入《世界遺產名錄》以來，是否主動發掘地宮仍存爭議，中國官方基於保護技術限制維持「不主動發掘帝王陵」政策。近年考古工作集中於外圍陪葬坑，如2023年發布的一號坑第三次發掘成果，揭示秦軍軍陣排列規律及陶俑製作工藝。

## 陵墓简介

### 营造
《史記·始皇本紀》記載始皇從即位初就開始修建陵墓，約公元前247年至公元前208年，历时39年。但曾擔任始皇陵考古隊長十多年的教授段清波表明，目前的學界主論為此一記述僅是司馬遷為了勸諫漢武帝大修陵墓而暗喻虛構；實際開挖的周邊物品包含工匠奴隸居住區物件表明建造者來自全部戰國七國，也只有天下統一後才能做到。眾多文獻也記錄主持建造者為丞相李斯，而其就任丞相是在天下統一前後幾年，之前為管司法的廷尉，皇陵的建造不太可能由一廷尉主持。所以反推建造時間為始皇二十八年至三十四年（公元前219年－前213年），約七年建成。

### 布局
考古發掘周邊陵园布置仿秦都咸阳，分内外两城，内城周长2.5公里，外城周长6.3公里。
现主封土底部南北长350公尺，东西宽345公尺，高76公尺。皇陵考古隊的科技物探技術表明，地下地宮約在地表下十層樓深度，長80米、寬50米，高度約五層樓，面積約十個籃球場大小。東西兩側有墓道，整個地宮建築天花板和牆為巨石板包覆。墓外為人驚訝的是一巨大防水工程。一個ㄇ字型的地下防水大壩，包覆陵墓南東西三側來自驪山的地下水灌入方向，與《漢書》和《漢舊儀》紀載的「穿三泉」和「下錮三泉」相符。此工程實為開挖至突破三層地下水層深度的無比巨大ㄇ字型深坑，比陵墓更深，待地下水湧入後將巨量的細緻青膏黏土填埋整個坑道，制成一個防水的地下水泥大壩。探測發現至今此一工程還在防水，使其後方土地包含地宮保持乾燥。

### 历史
据《史记·秦始皇本紀》记载，「始皇初即位，穿治酈山，及並天下，天下徒送詣七十餘萬人，穿三泉，下銅而致槨，宮觀百官奇器怪徙藏滿之。令匠作機弩矢，有所穿近者輒射之。以水銀為百川江河大海，機相灌輸，上具天文，下具地理。以人魚膏為燭，度不滅者久之。」指出当时修筑秦始皇陵的有七十餘万人。凿穿了三层地下水，灌注铜水来填补缝隙，又修造宫殿，设置百官位置，放置奇珍异宝。用水银做成百川江河大海，用机械来模拟江河的流动，顶壁装有天文图象，下面置有地理图形，用娃娃鱼的油脂做成长明灯。陵墓中还有许多机关。为了防止洩密，在秦始皇入葬后，秦二世又下令将工匠封闭在地宫内城和外城之间。从科学探测和局部发掘来看，地宫里存在许多金属物质，也有很好的排水系统。至于地宫究竟有多深，学界争议很大，从20米到50米说法不一。有学者认为所谓“穿三泉”只是虚指。
秦陵周邊建築和封土尚未完工，未堆土達預計的122米高度，便出现秦末农民暴动，章邯将修陵的七十万人全部调去抵抗暴动，至此，秦陵的修建中断。
1987年，秦始皇陵及兵马俑被列为世界文化遗产。

### 盗墓
古人一般認為秦陵可能曾經被盜，盜墓者包括項羽、赤眉軍、石虎、黃巢等：
- 《史記·卷八 高祖本紀》：“懷王約入秦無暴掠，項羽燒秦宮室，掘始皇帝冢，私收其財物，罪四。”
- 《漢書·卷三十六 楚元王傳》：“項籍燔其宮室營宇，往者咸見發掘。其後牧兒亡羊，羊入其鑿，牧者持火照求羊，失火燒其臧槨。自古至今，葬未有盛如始皇者也，數年之間，外被項籍之災，內離牧豎之禍，豈不哀哉！”
- 《水經注·卷十九 渭水》：“項羽入關，發之，以三十萬人三十日運物不能窮。關東盜賊（指赤眉軍），銷槨取銅，牧人尋羊燒之，火延九十日不能滅。”
- 《晉書·卷一百七 石季龍載記下》：“又使掘秦始皇塚，取銅柱鑄以為器。”
- 明朝人都穆《骊山记》有关于黄巢盗秦陵的文字：“始皇陵内城周五里，旧有四门，外城周二十里，其址俱存，自南登之，二邱并峙，人日：此南门也。右门石枢犹露土中，陵高可四丈，项羽、黄巢皆尝发之。老人云：始皇葬山中，此特其虚冢耳。”
- 此外，還有清朝道光年間土匪挖掘秦陵、民國時期軍閥刘镇华挖掘秦陵的市井街頭說法。

到了二十世紀陆续有人提出秦陵可能未被盗掘。理由包括随葬兵马俑等皆完好、大量水银存留、未找到大规模盗洞等。有人认为漫長歷史中從未聽聞有始皇陵寶物流傳，內部景象流傳也证明秦陵未被盗。人类历史上有大量被盗被毁的古迹，都没有听说过有宝物流传于世，例如胡夫金字塔前后被盗多次，但也没听闻有宝物流传于世。
根据勘查，确实在秦始皇陵周围发现汞含量异常，学者认为如果地宫打开过，汞会很快挥发。因此初步证实了秦始皇陵内含大量水银的说法。但是有人认为盗墓的洞穴太小，挥发需要时间，如果洞穴后来因坍塌或人工重新封闭，水银也不会完全挥发。还有人认为秦陵在宋代已经被盗，但后来经过修复。
2019年央視的系列專題節目，曾擔任始皇陵考古隊長十多年的段清波教授統一釋疑，表示陵墓從未被盜，但兩千年來確實有人試圖盜墓，現代化考古地面物探科技結合空中掃描可以偵查所有翻動過的盜洞，而偵查發現兩個盜洞一個離封土堆尚有距離，另一個只在封土邊緣，離主地宮尚有幾百米遠，且深度不大便被放棄。而考古隊的洛陽鏟深探與地質雷達證明，始皇地宮與歷史上其他皇帝截然不同，全為七十公里外開採的巨石板包覆，與歷史書記載相符，並非其他陵墓所採用的木質結構；同時封土堆巨大無比，在大型工程機械發明前的時代不可能以人力在夜間偷挖小洞進入。
水銀探測則發現強烈訊號區只集中在封土正上方小平台，且分布圖形似乎有江山地形的輪廓，與史書一致，而周邊其他地方皆未有同等強度的水銀異常區，所以唯一來源只可能是地宮。至於歷史記載的項羽盜墓焚燒等傳說，考古界已經有共識認為當時他闖入的地方應該是兵馬俑區和周邊建築群，因此兵馬俑坑道有著諸多焚燒痕跡的情況。目前沒有任何歷史證據與科學證據證明有人對秦陵盜挖成功過。

## 開掘之爭
從1976年開始，不斷有學者提出發掘秦陵地宫，理由主要有：
- 秦陵處於地震帶，需要發掘來保護地下文物。
- 開發旅遊資源。
- 防止盜墓。秦始皇祖墳秦東陵曾禁止挖掘，结果被盜。[7][8][9]

而反方则认为，现在的技术水準还不能应对规模巨大的秦陵地宫。在兵马俑问题上，已经犯下了不少错误，如不能保护带颜色的兵马俑，致使其彩绘快速脱落。而地宫有怎样的情况也不清楚，冒然挖掘会带来巨大的损失。
至於中國官方的立場，在1950年代開掘明定陵後，由于技术水準落后，出土的大批文物无法保存，发掘出土的丝织品变硬腐化。郑振铎、夏鼐为此上书中国国务院，请求立即停止挖掘帝王陵墓。当时的国务院总理周恩来同意了他们的意见。從此之後，不主动挖掘帝王陵墓成为中国考古界的定规。

## 相关作品
以秦始皇陵为主要内容进行创作的作品主要有：

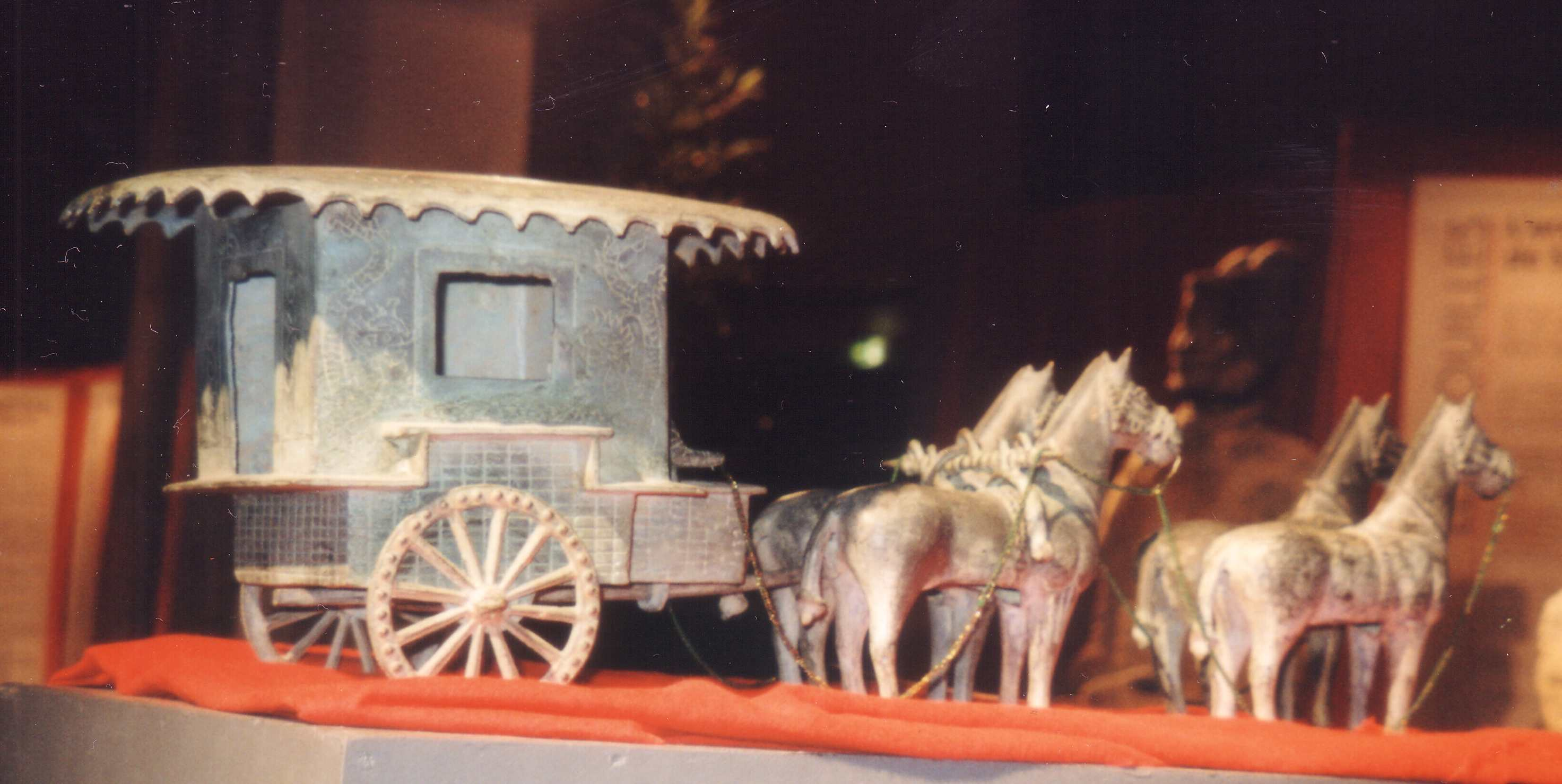
陪葬馬車

- 《神话》（电影）：将秦陵描述为一个藏在瀑布洞穴里的悬空建筑。同时声称驪山秦陵是掩人耳目而造。
- 《秦俑》（电影）：表现了建陵者将工匠关闭在墓室中的场景。但在机关的表现上比较夸张，属于文学创作。
- 《神鬼傳奇3》（電影）：由李連杰飾演的龍皇帝是參考了秦始皇所設計出來的人物，電影描述兵馬俑是龍皇帝麾下受詛咒的陶俑軍團。
- 《秦殇》（电脑游戏）：表现了秦陵各种机关，但為呈現遊戲性，未能真實反映秦陵內部構成。
- 《盗墓》（科幻小说，王亚男著，2001年银河奖）：记叙了盗墓高手司马亮化身煤矿业主企图将秦陵中的九鼎偷运出国，最终挫败被捕的故事。
- 《活俑》（科幻小說，倪匡著）：描述被迫吃下秦始皇長生不老藥卻意外不死的試藥者，並困在始皇陵中的故事。

其他提及始皇帝陵的作品包括：
- 《史記·秦始皇本紀》：行從直道至咸陽，發喪。太子胡亥襲位，為二世皇帝。九月，葬始皇酈山。始皇初即位，穿治酈山，及并天下，天下徒送詣七十餘萬人，穿三泉，下銅而致槨，宮觀百官奇器珍怪徙臧滿之。令匠作機弩矢，有所穿近者輒射之。以水銀為百川江河大海，機相灌輸，上具天文，下具地理。以人魚膏為燭，度不滅者久之。二世曰：「先帝後宮非有子者，出焉不宜。」皆令從死，死者甚眾。葬既已下，或言工匠為機，臧皆知之，臧重即泄。大事畢，已臧，閉中羨，下外羨門，盡閉工匠臧者，無復出者。樹草木以象山。
- 《古風·秦王掃六合》：唐代詩人李白的代表作之一，詩中提及“刑徒七十萬。起土驪山隈”
- 尋秦記：以秦朝爲背景的穿越小說

秦始皇陵
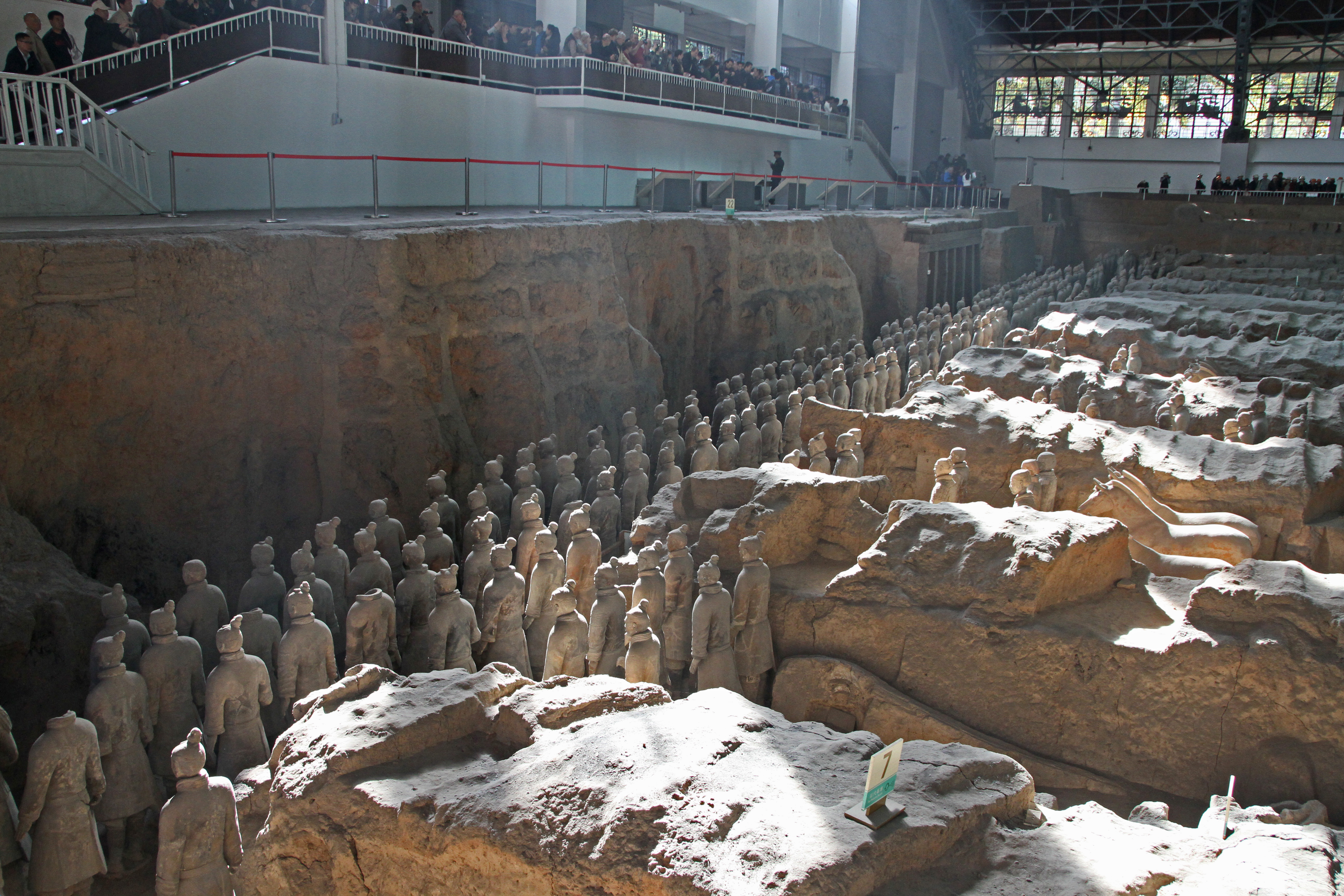
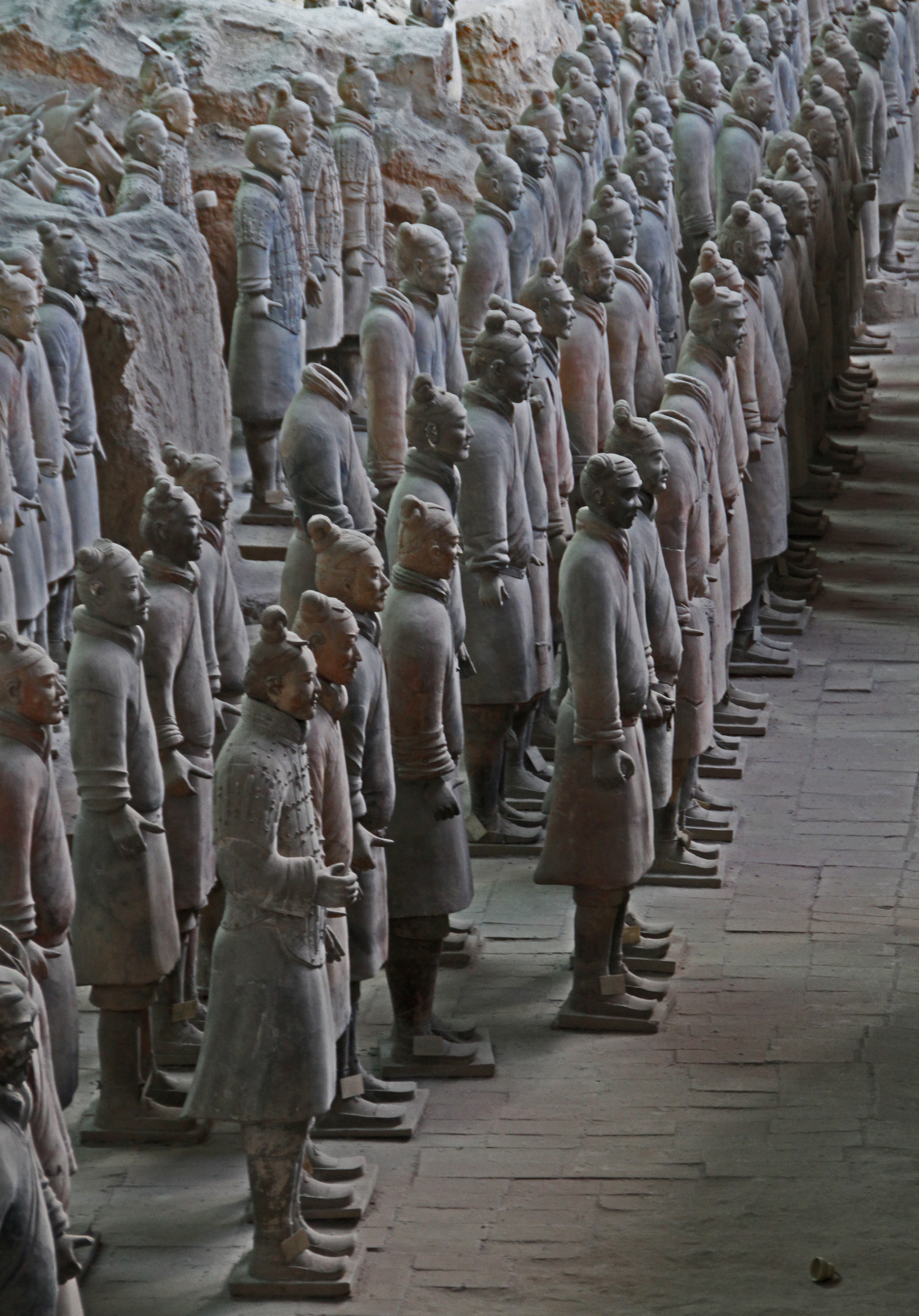
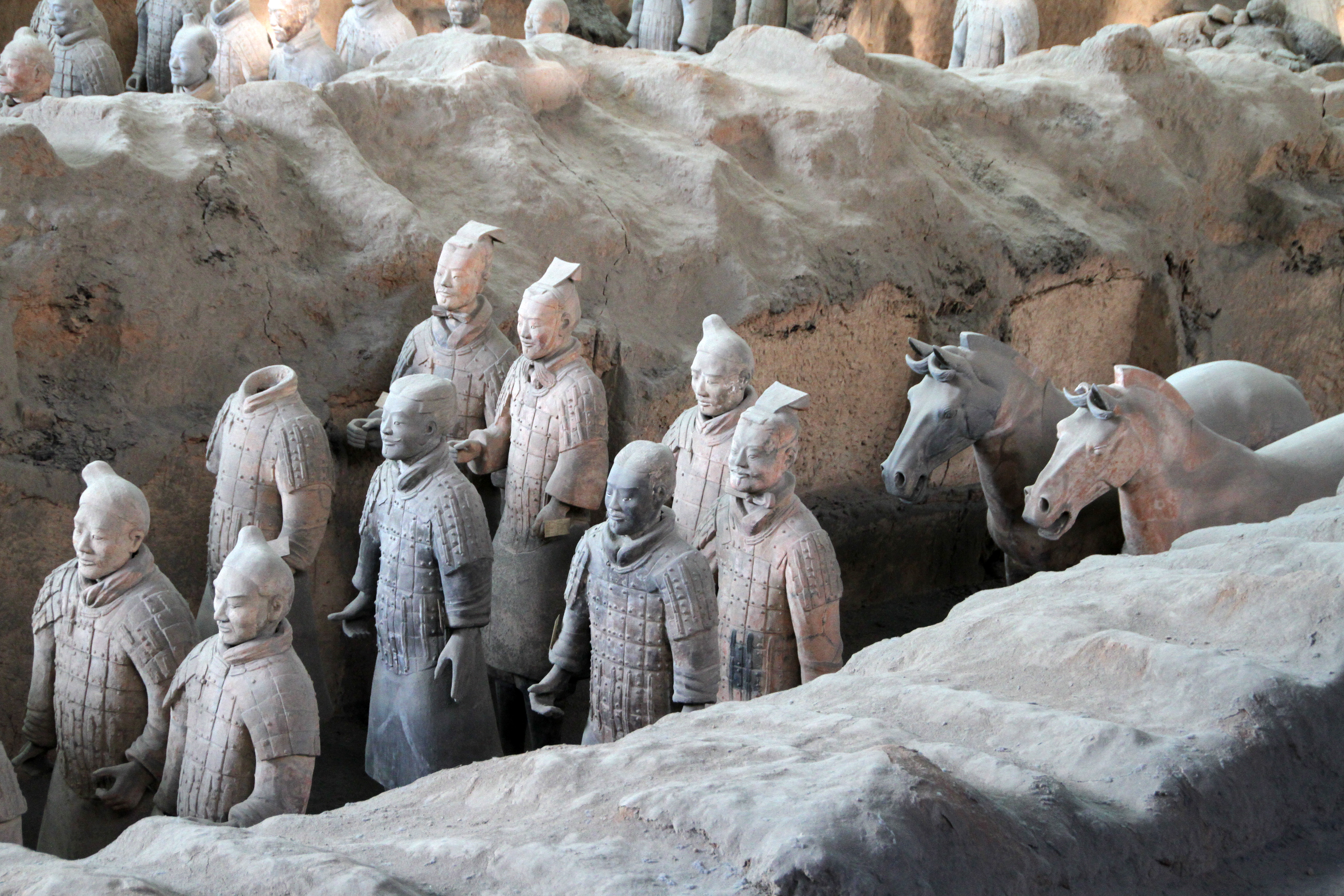
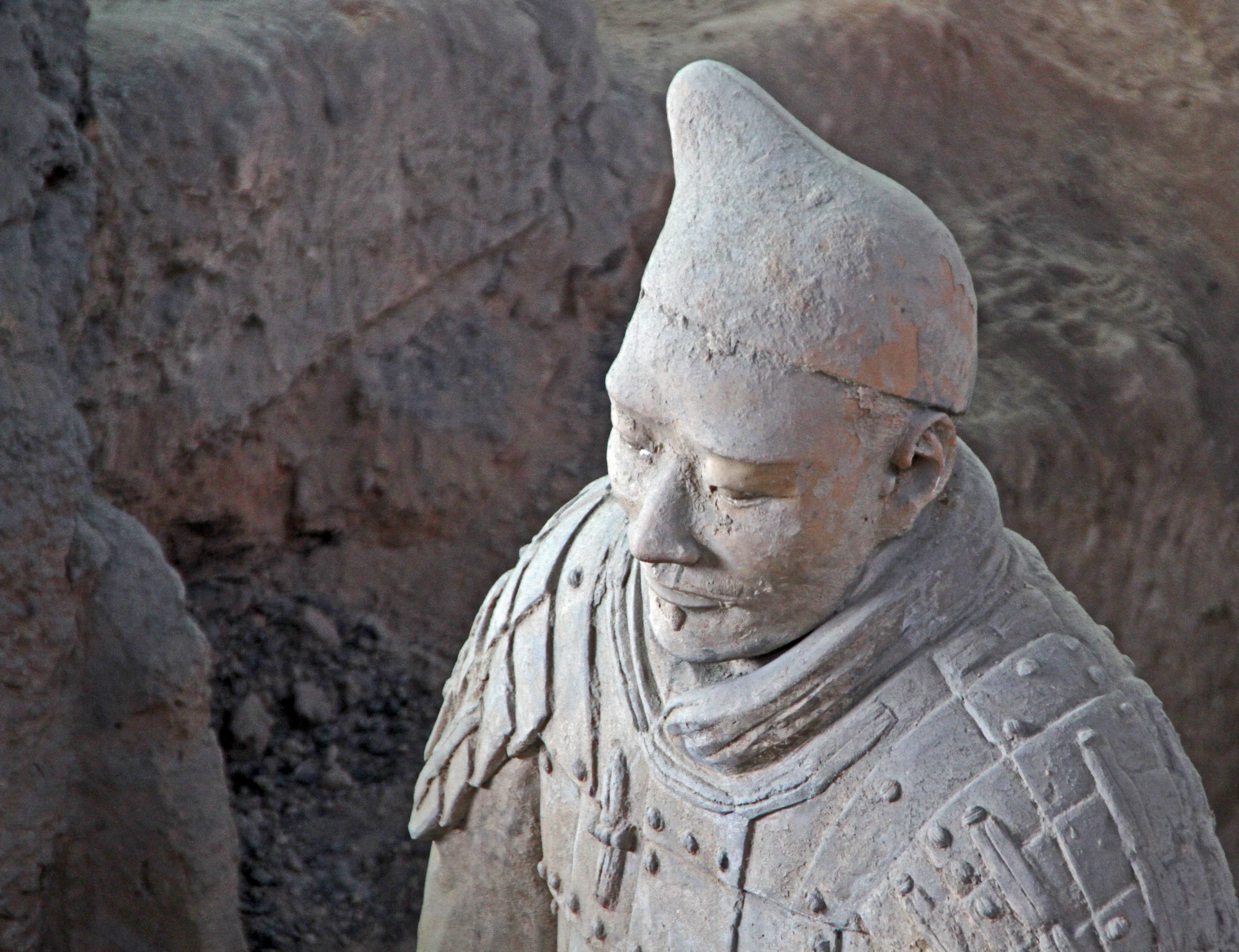
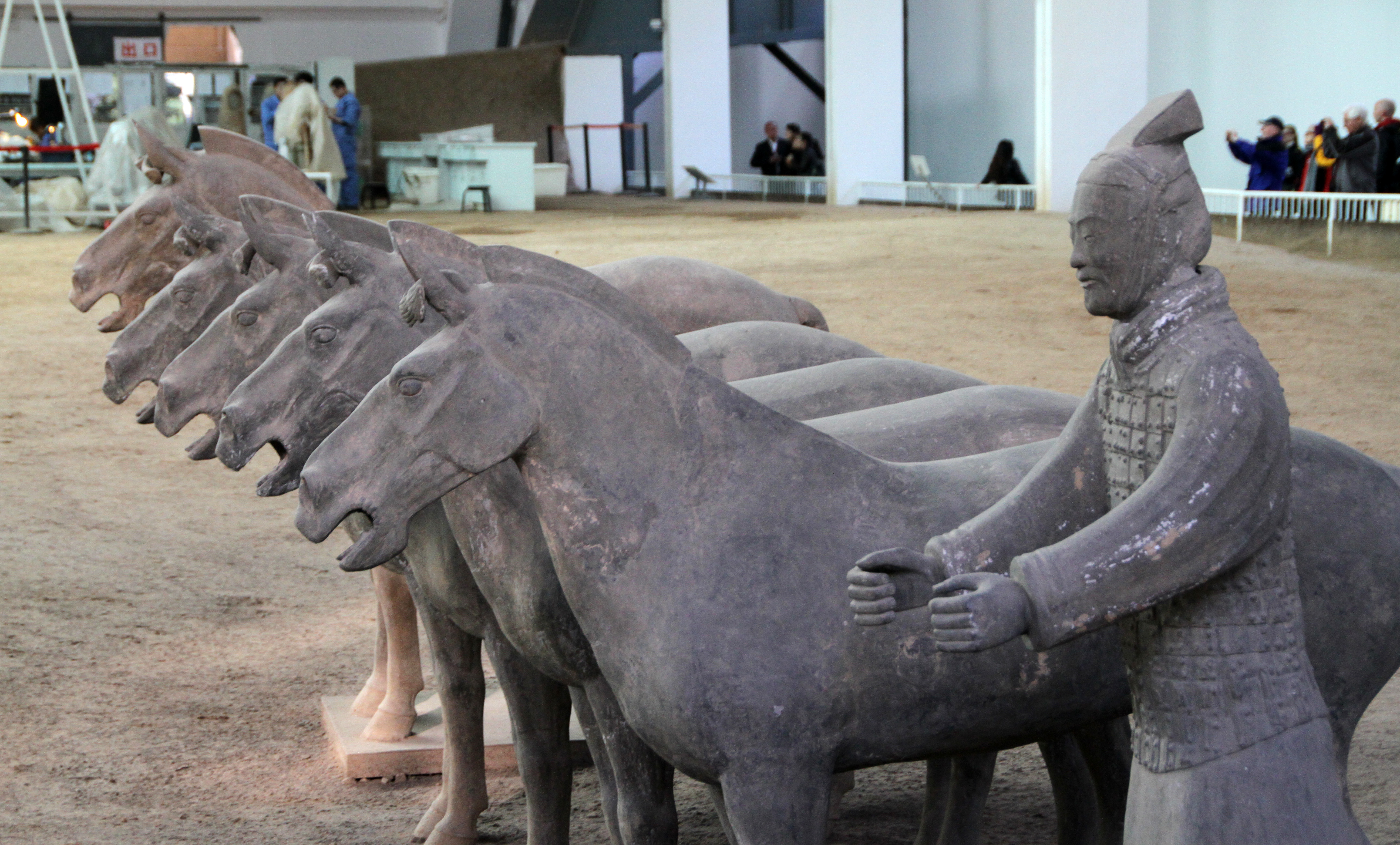
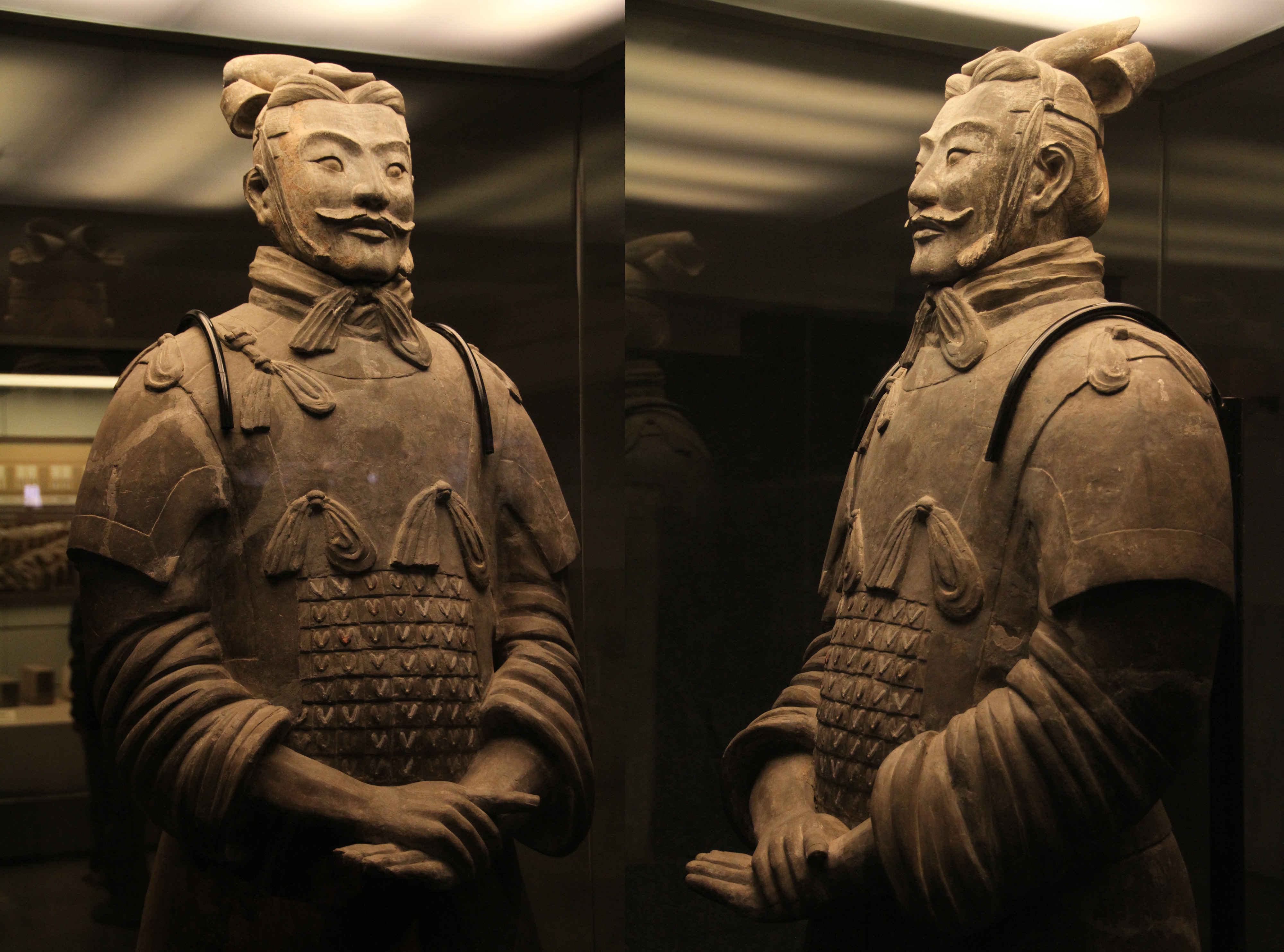
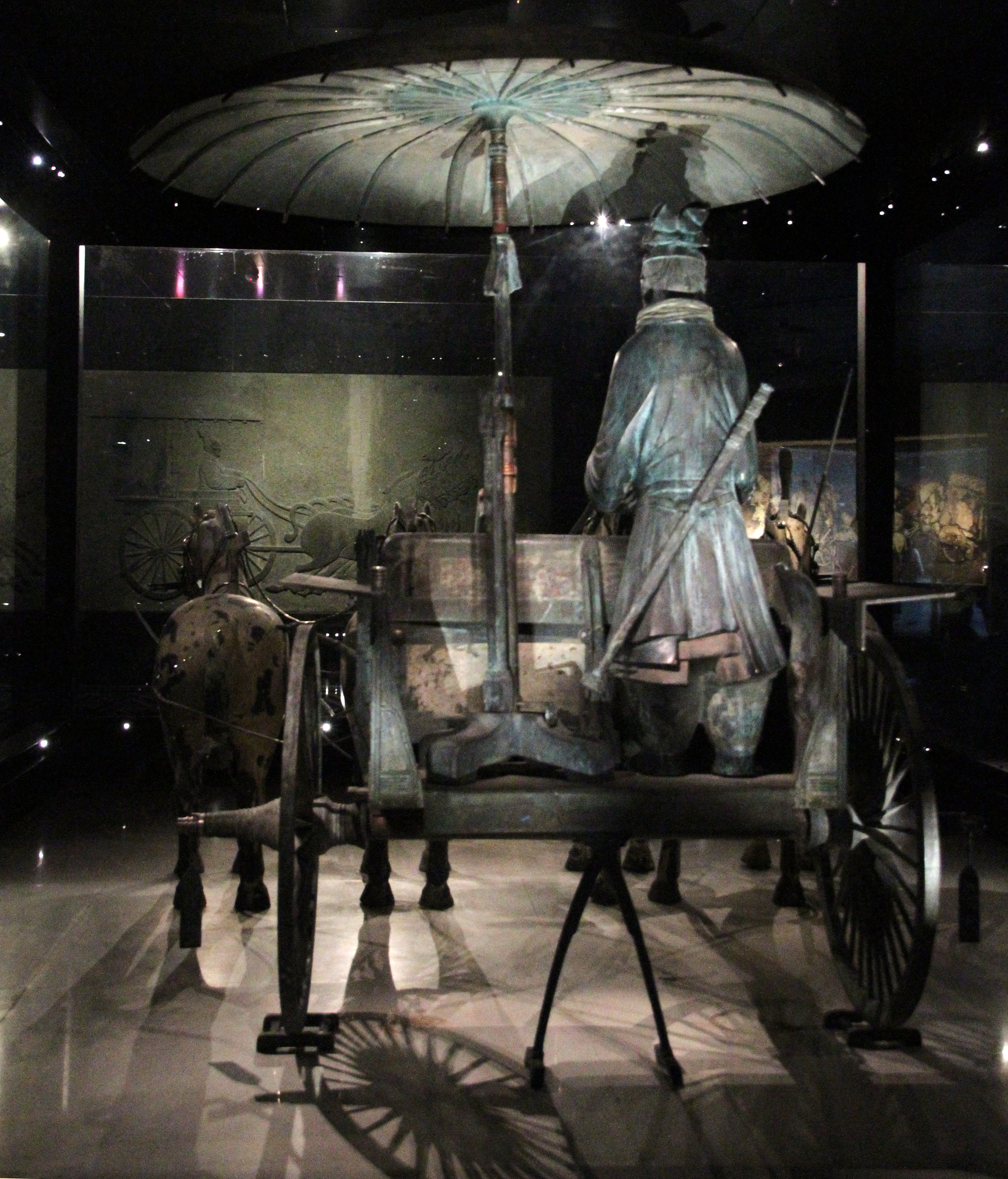